# Vigo di Cadore
Vigo di Cadore é uma comuna italiana da região do Vêneto, província de Belluno, com cerca de 1.649 habitantes. Estende-se por uma área de 70 km², tendo uma densidade populacional de 24 hab/km². Faz fronteira com Auronzo di Cadore, Forni di Sopra (UD), Lorenzago di Cadore, Lozzo di Cadore, Prato Carnico (UD), Santo Stefano di Cadore, Sappada, Sauris (UD).

## Demografia
| Variação demográfica do município entre 1861 e 2011                               |
|                                                                                   |
| Fonte: Istituto Nazionale di Statistica (ISTAT) - Elaboração gráfica da Wikipedia |